# Rotterdam Open 2018 - Qualificazioni singolare
Le qualificazioni del singolare del Rotterdam Open 2018 sono state un torneo di tennis preliminare per accedere alla fase finale della manifestazione. I vincitori dell'ultimo turno sono entrati di diritto nel tabellone principale. In caso di ritiro di uno o più giocatori aventi diritto a questi sono subentrati i lucky loser, ossia i giocatori che hanno perso nell'ultimo turno ma che avevano una classifica più alta rispetto agli altri partecipanti che avevano comunque perso nel turno finale.

## Teste di serie
1. Daniil Medvedev (qualificato)
2. Denis Istomin (primo turno)
3. Pierre-Hugues Herbert (qualificato)
4. Andreas Seppi (ultimo turno, lucky loser)

1. Stefanos Tsitsipas (primo turno)
2. Thomas Fabbiano (primo turno)
3. Nicolas Mahut (ultimo turno, lucky loser)
4. Ričardas Berankis (ultimo turno)

## Qualificati
1. Daniil Medvedev
2. Ruben Bemelmans

1. Pierre-Hugues Herbert
2. Martin Kližan

### Lucky loser
1. Nicolas Mahut

1. Andreas Seppi

## Tabellone

### Legenda
| - Q = Qualificato - WC = Wild card - LL = Lucky loser | - ALT = Alternate - SE = Special Exempt - PR = Protected Ranking | - w/o = Walkover - r = Ritirato - d = Squalificato |

### Sezione 1
|  | Primo turno | Primo turno             | Primo turno       | Primo turno | Primo turno |  |  | Ultimo turno | Ultimo turno    | Ultimo turno    | Ultimo turno | Ultimo turno |  |
|  |             |                         |                   |             |             |  |  |              |                 |                 |              |              |  |
|  | 1           | Daniil Medvedev         | Daniil Medvedev   | 6           | 6           |  |  |              |                 |                 |              |              |  |
|  | Alt         | Jonathan Eysseric       | Jonathan Eysseric | 1           | 1           |  |  | 1            | Daniil Medvedev | Daniil Medvedev | 6            | 6            |  |
|  | WC          | Botic van de Zandschulp | 6                 | 1           | 4           |  |  | 7            | Nicolas Mahut   | Nicolas Mahut   | 4            | 4            |  |
|  | 7           | Nicolas Mahut           | 4                 | 6           | 6           |  |  |              |                 |                 |              |              |  |

### Sezione 2
|  | Primo turno | Primo turno       | Primo turno       | Primo turno | Primo turno |  |  | Ultimo turno | Ultimo turno      | Ultimo turno      | Ultimo turno | Ultimo turno |  |
|  |             |                   |                   |             |             |  |  |              |                   |                   |              |              |  |
|  | 2           | Denis Istomin     | Denis Istomin     | 4           | 4           |  |  |              |                   |                   |              |              |  |
|  |             | Ruben Bemelmans   | Ruben Bemelmans   | 6           | 6           |  |  |              | Ruben Bemelmans   | Ruben Bemelmans   | 6            | 6            |  |
|  | WC          | Tim van Rijthoven | Tim van Rijthoven | 6           | 7           |  |  | WC           | Tim van Rijthoven | Tim van Rijthoven | 4            | 3            |  |
|  | 6           | Thomas Fabbiano   | Thomas Fabbiano   | 4           | 63          |  |  |              |                   |                   |              |              |  |

### Sezione 3
|  | Primo turno | Primo turno           | Primo turno        | Primo turno | Primo turno |  |  | Ultimo turno | Ultimo turno          | Ultimo turno | Ultimo turno | Ultimo turno |  |
|  |             |                       |                    |             |             |  |  |              |                       |              |              |              |  |
|  | 3           | Pierre-Hugues Herbert | 4                  | 6           | 6           |  |  |              |                       |              |              |              |  |
|  |             | Uladzimir Ihnacik     | 6                  | 3           | 4           |  |  | 3            | Pierre-Hugues Herbert | 4            | 6            | 7            |  |
|  |             | Matthias Bachinger    | Matthias Bachinger | 5           | 2           |  |  | 8            | Ričardas Berankis     | 6            | 3            | 6            |  |
|  | 8           | Ričardas Berankis     | Ričardas Berankis  | 7           | 6           |  |  |              |                       |              |              |              |  |

### Sezione 4
|  | Primo turno | Primo turno        | Primo turno      | Primo turno | Primo turno |  |  | Ultimo turno | Ultimo turno  | Ultimo turno  | Ultimo turno | Ultimo turno |  |
|  |             |                    |                  |             |             |  |  |              |               |               |              |              |  |
|  | 4           | Andreas Seppi      | Andreas Seppi    | 7           | 6           |  |  |              |               |               |              |              |  |
|  | WC          | Scott Griekspoor   | Scott Griekspoor | 65          | 4           |  |  | 4            | Andreas Seppi | Andreas Seppi | 3            | 62           |  |
|  |             | Martin Kližan      | 2                | 7           | 7           |  |  |              | Martin Kližan | Martin Kližan | 6            | 7            |  |
|  | 5           | Stefanos Tsitsipas | 6                | 64          | 65          |  |  |              |               |               |              |              |  |